# Écriture ibérique nord-orientale

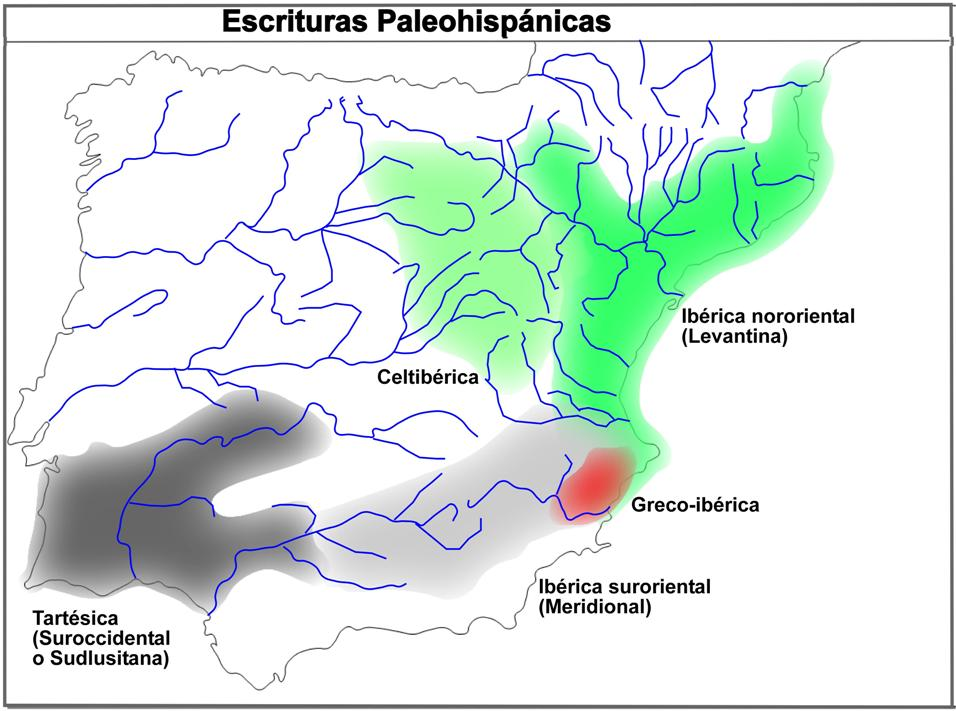
Écritures paléo-hispaniques

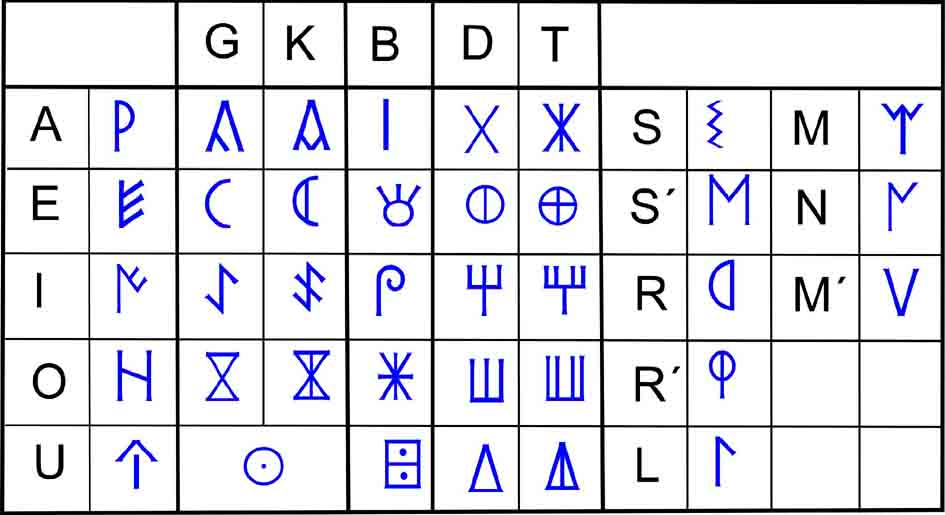
Écriture ibérique nord-orientale dual (Adaptée de Ferrer i Jané 2005).

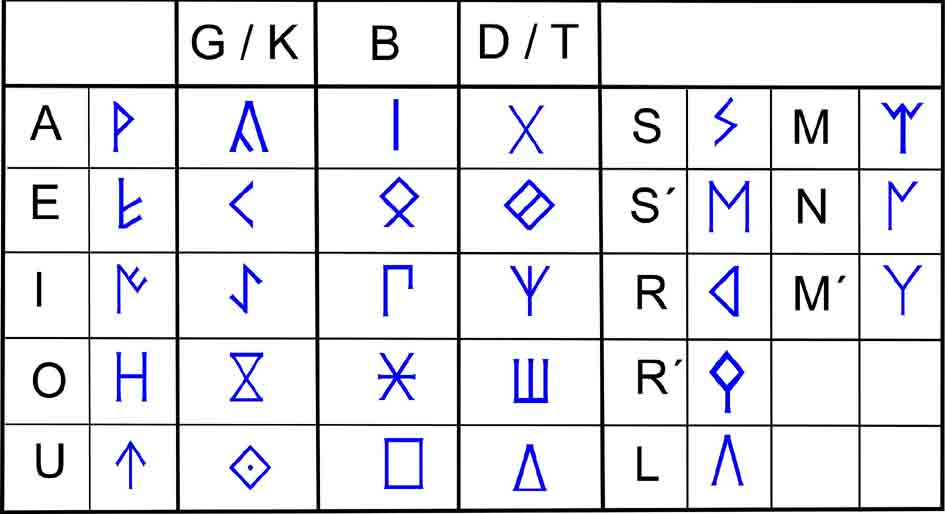
Écriture ibérique nord-orientale no-dual.

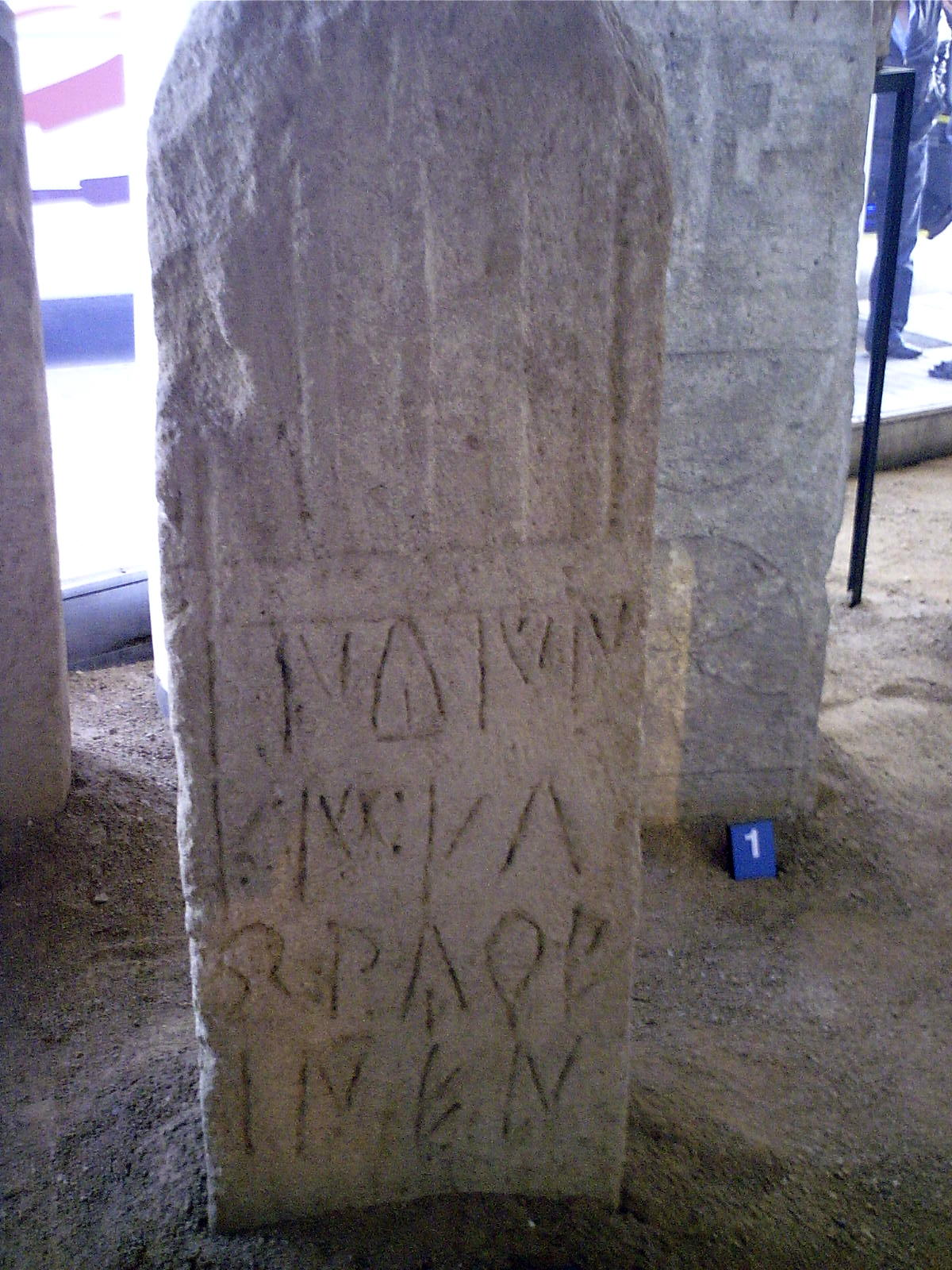
Stèle de Badalone (Musée de Badalone)

L'écriture ibérique nord-orientale (ou levantine ou simplement ibérique) est l'écriture paléo-hispanique la plus utilisée. Cette écriture fut le véhicule principal d’expression de la langue ibère, langue aussi représentée par des inscriptions en écriture ibérique sud-orientale et en alphabet gréco-ibère.
L'écriture levantine utilise un alphabet syllabaire de 28 signes 
qui a été déchiffré en 1922 par Manuel Gómez-Moreno Martínez.
Elle est présente en Catalogne et sur le littoral méditerranéen jusque dans le Midi gaulois.
L'oppidum d'Ensérune, par exemple, présente une épigraphie paléohispanique importante et variée.
À Ensérune, 41,5 % des inscriptions levantines sont des marques de propriété. On les trouve sur des céramiques campaniennes et attiques, sur la céramique de la côte catalane et sur les amphores. Environ 32 % de ces inscriptions sont des noms celtiques par rapport à environ 25 % de noms ibères et 5 % de noms latins, et on ne sait pas vraiment pourquoi l'écriture paléohispanique est utilisée à Ensérune de préférence aux alphabets grec ou étrusque qui auraient plus facilement permis de transcrire les noms celtes.

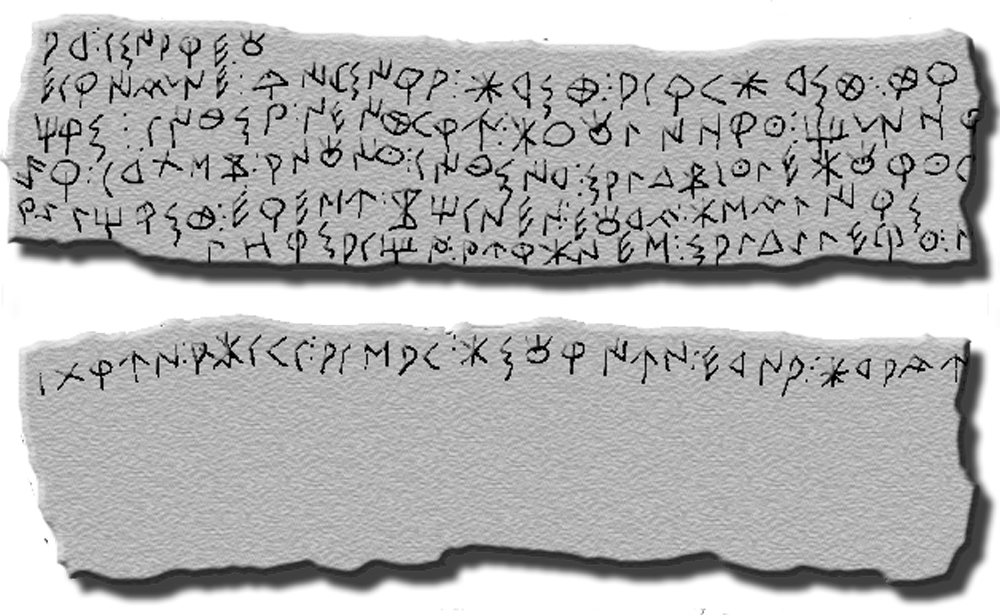
Tablette de plomb d'Ullastret (Gérone).
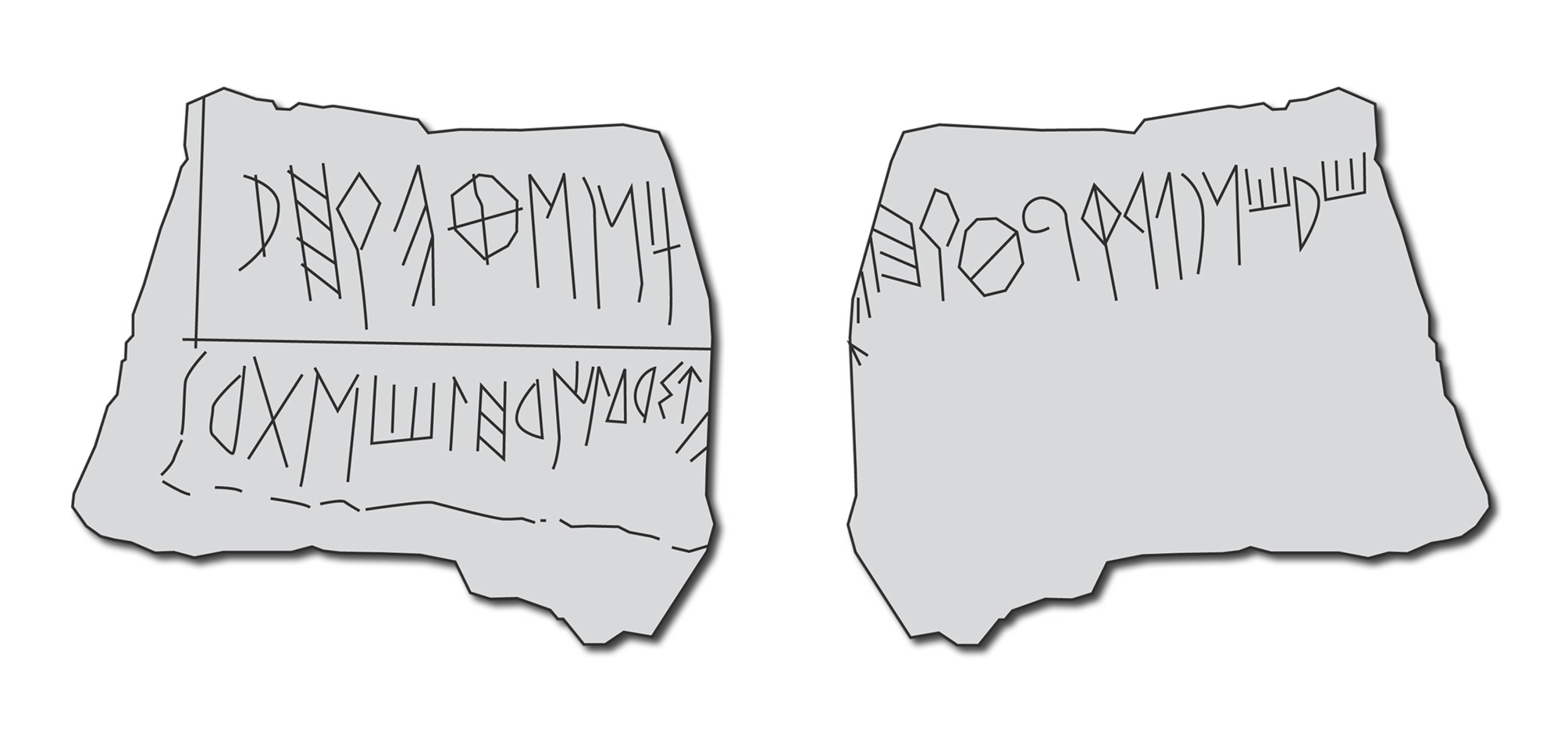
Tablette de plomb de la Penya del Moro (Sant Just Desvern, Barcelone).
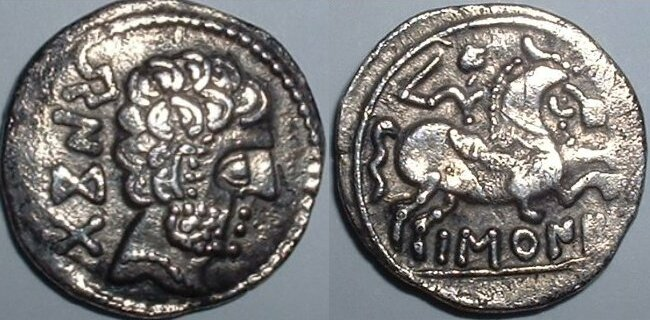
Monnaie d'argent de Bascunes (probablement Navarre).
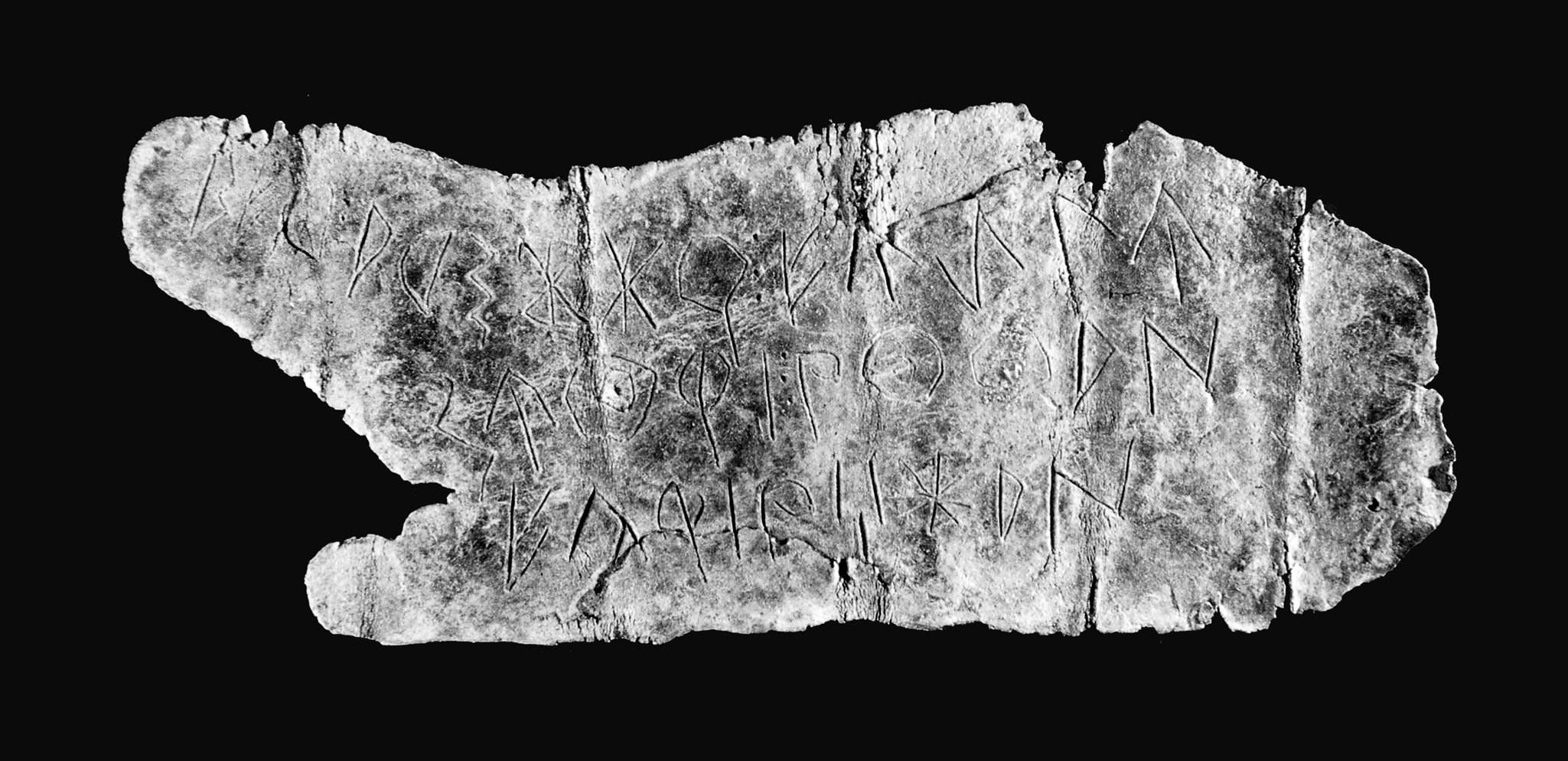
Tablette de plomb du Castellet de Bernabé (Llíria, Valencia).
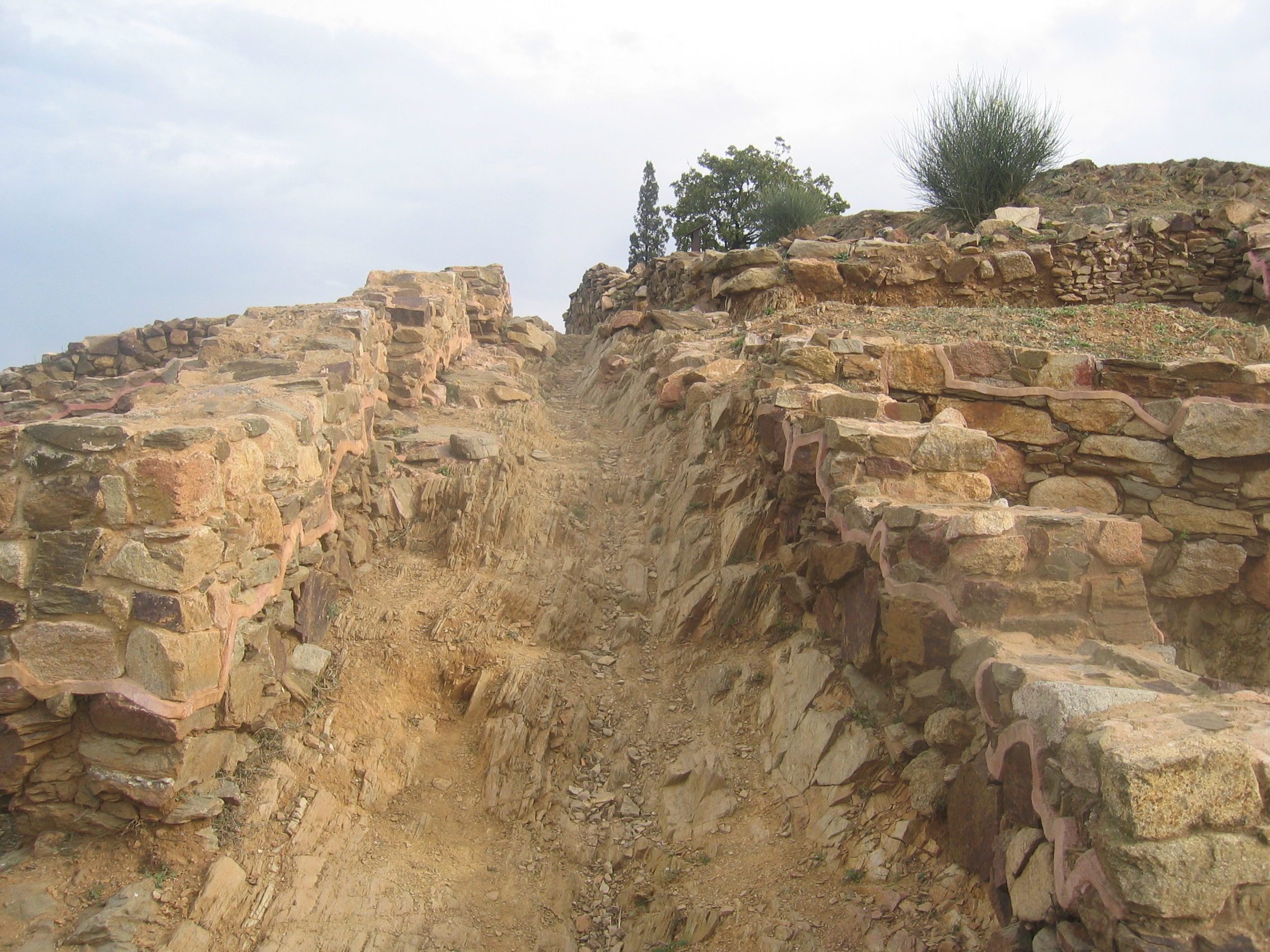
Ruines du village ibérique de Puig Castellar (Santa Coloma de Gramenet).